# Андреевка (Полтавский район)
Андре́евка (укр. Андріївка) — село,
Гожуловский сельский совет,
Полтавский район,
Полтавская область,
Украина.
Код КОАТУУ — 5324080702. Население по переписи 2001 года составляло 163 человека.

## Географическое положение
Село Андреевка находится на берегах реки Полузерье, выше по течению на расстоянии в 1,5 км расположено село Зоревка, ниже по течению на расстоянии в 1 км расположено село Биологическое. К селу примыкает большой садовый массив.